# Бленхеймский дворец
Дворец Бленхейм, Бле́нейм (также Блейнхаймский дворец, Бленем, англ. Blenheim, произносится «блэ́ним», [ˈblɛnɪm]) — родовое имение герцогов Мальборо, один из крупнейших дворцово-парковых ансамблей Англии. Расположен на окраине Вудстока в графстве Оксфордшир. С 1987 года — памятник Всемирного наследия ЮНЕСКО.
Построен в 1705—1724 годах в характерном для английской архитектуры стиле классицизирующего барокко, или «стиле королевы Анны», по проекту Джона Ванбру и Николаса Хоксмура как резиденция первого герцога Мальборо и его жены Сары. Название получил в честь победы герцога над французами при Бленгейме. В 1874 году во дворце родился потомок герцога — Уинстон Черчилль.

## Строительство
Усадебный дом Мальборо выстроен в непосредственной близости от Вудстокского дворца средневековых королей, который был разрушен во время Английской революции. Королева Анна распорядилась, чтобы строительство дома для национального героя велось на средства государственной казны.
Пользуясь своим влиянием на королеву, герцогиня Мальборо могла не стеснять себя в расходах на строительство. Её хлопоты о создании домашнего уюта плохо сочетались с грандиозными планами архитектора Ванбру, желавшего видеть Бленхейм памятником национальной славы. О военных победах владельца усадьбы напоминают 41-метровая колонна Победы в парке и обращённая ко дворцу триумфальная арка на въезде в Вудсток. Как ревнитель прекрасного Ванбру намеревался сохранить для потомства всё, что осталось от королевского дворца, однако своенравная герцогиня Сара настояла на том, чтобы «печальные» руины были снесены.
После ссоры супругов Мальборо с королевой строительные работы в Бленхейме прекратились. Только в 1714 году они были возобновлены, уже на собственные средства герцога. У входа во дворец он велел поставить огромный бюст Людовика XIV, захваченный его солдатами на территории Франции. Когда герцог умер, отделочные работы во дворце ещё продолжались. В 1730 году Сара распорядилась перевезти останки супруга из Вестминстерского аббатства во дворцовую капеллу. Надгробие герцога и герцогини спроектировал Уильям Кент.

## Последующая история

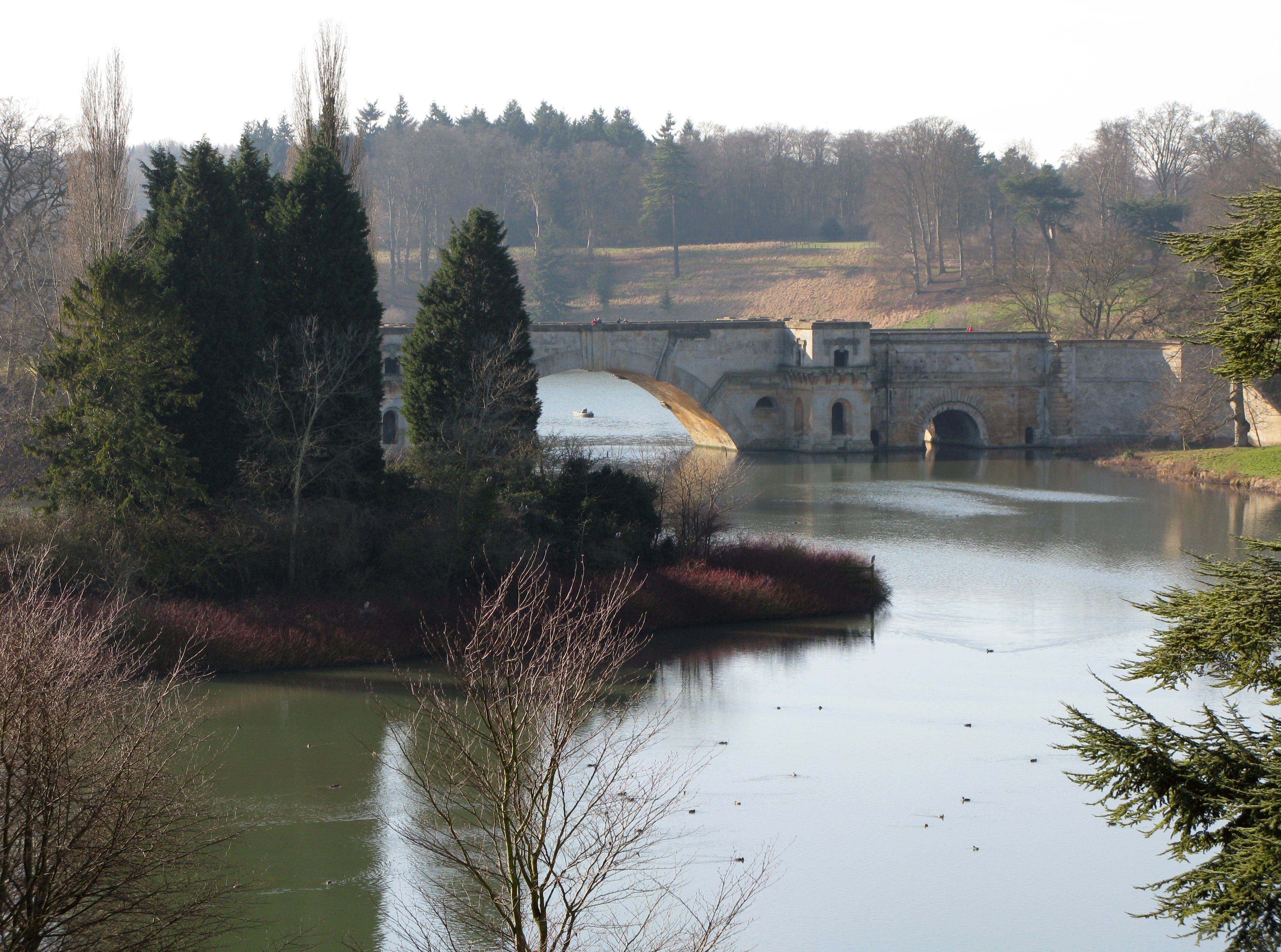
Бленимский парк — одна из самых известных работ Л. Брауна

В 1764 году 4-й герцог Мальборо пригласил модного ландшафтного архитектора Ланселота Брауна с тем, чтобы тот переделал регулярный парк в пейзажный. Среди прочих усовершенствований Браун устроил среди охотничьих угодий обширный пруд — раздолье для любителей рыбалки. Одной из жемчужин огромного по размерам парка (площадь 8,5 км2) считается лабиринт.
В конце XIX века герцоги Мальборо попали в тяжёлое материальное положение. Поддержание усадьбы в должном виде опустошало семейный бюджет. Чтобы выправить положение, герцогам пришлось распродать фамильные драгоценности, уникальную библиотеку и картинную галерею с шедеврами Рафаэля, Рубенса и Ван Дейка. Тем не менее материальное благополучие вернулось в Бленхейм после брака одного из герцогов с американской миллионершей Консуэло Вандербильт (в 1895 году).
В 2018 году специалисты решили укрепить мост Ванбру и осушили озёра, созданные в 1760-х годы по проекту английского архитектора Ланселота Брауна. Осушение открыло неизвестные комнаты на первом этаже с каминами и дымоходами, а также большую комнату без окон, представляющую собой театр. Здесь сохранились оригинальная штукатурка, лестницы, переходы и граффити XVIII века, а также затонувшие лодки, использовавшиеся для резки камышей в 1950-х годах. По словам директора дворцового комплекса Роя Сокса, в настоящее время проводится 3D-исследование всех затопленных пространств. При этом пока нет никаких доказательств, что комнаты использовались.

## Современность
По состоянию на начало XXI века 12-й герцог Мальборо и его домочадцы занимают восточное крыло дворцового комплекса. Интерьеры дворца доступны для посещения, равно как и размещённая в них экспозиция памяти Уинстона Черчилля. Средства на содержание усадьбы поступают от продажи сувениров и лицензий на рыбалку в парке, от распространения минеральной воды, а также проведения во дворце корпоративных мероприятий и свадебных торжеств. Довольно часто на территории усадьбы проходят съёмки фильмов.

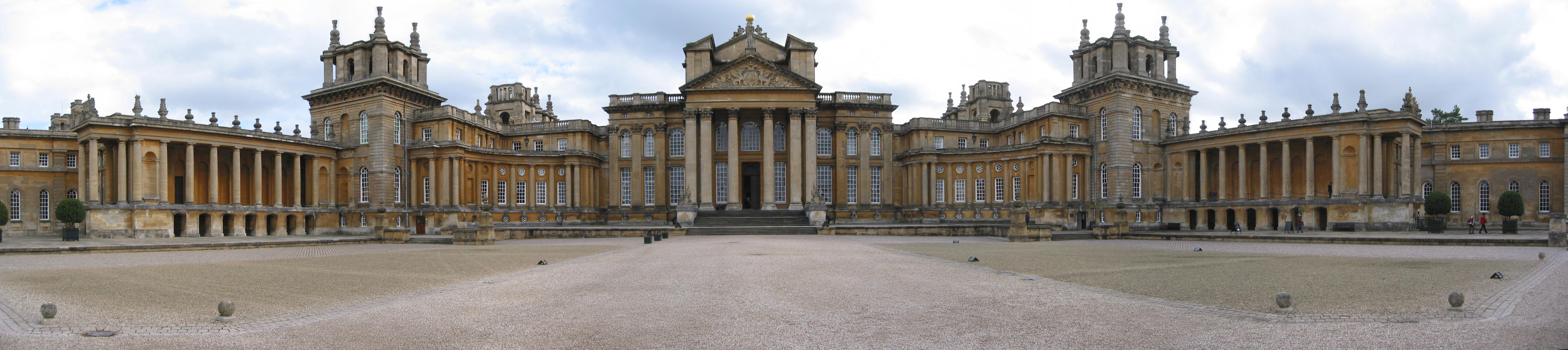
Панорамное фото курдонёра